# Scirpodendron ghaeri
Scirpodendron ghaeri är en halvgräsart som först beskrevs av Joseph Gaertner, och fick sitt nu gällande namn av Elmer Drew Merrill. Scirpodendron ghaeri ingår i släktet Scirpodendron och familjen halvgräs. Inga underarter finns listade i Catalogue of Life.